# Павел V
Павел V (на латински: Paulus PP. V) е римски папа в периода 16 май 1605 г. – 28 януари 1621 г. Рожденото му име е Камило Боргезе (Camillo Borghese).
Бъдещият папа е член на известната фамилия Боргезе, която произхожда от Сиена, но членовете ѝ се преместили в Рим. Камило изучавал право и като свещеник постъпил на папска служба. Климент VIII го изпратил с дипломатическа мисия при Филип II. Когато се завърнал от нея, той получил кардиналска шапка, епископство и бил назначен за викарий на Рим.
Неудачна била намесата на Павел V в делата на протестантска Англия, в резултат на което настъпило влошаване на положението на католиците, особено в Ирландия. През 1616 г. папата с декрет осъжда труда на Николай Коперник „За движението на небесните сфери“. Книгата му е включена в т.нар. „Индекс на забранените книги“ /лат. Index librorum prohibitorum/. Това осъждането е в сила до 1826 г.
По инициатива на папата бил започнат също и инквизиционния процес срещу Галилео Галилей (1564 – 1642). В частност било забранено пропагандирането на тезиса, че „Слънцето не се движи около Земята и Земята не е център на Вселената“.
Стремейки се да насади католицизъм в Русия, папата поддръжал походите на Лъжедмитрий I и Лъжедмитрий II (1604 – началото на 1605 г., 1607 – 08).
По време на неговото управление /1615 г./ е завършен строежа на базиликата „Свети Петър“ в Рим, който започва през 1506 г. по времето на папа Юлий II.
Папа Павел V e погребан в капелата „Паолина“ в църквата Санта Мария Маджоре в Рим. Капелата е наречена на името на папата, тъй е построена по негова поръка.